# Привреда Естоније
Привреда Естоније је напредна и развијена; односно Естонија припада развијеним земљама. Естонија је чланица Европске уније и еврозоне. Економија Естоније је под великим утицајем развоја финске и шведске економије.

## Преглед
Пре Другог светског рата, привреда Естоније била је заснована на пољопривреди, али је постојао значајан сектор знања, са универзитетским градом Тартуом познатим по научним доприносима, и растући индустријски сектор, сличан оном у суседној Финској. Производи као што су путер, млеко и сир били су надалеко познати на западноевропским тржиштима. Главна тржишта су била Немачка и Уједињено Краљевство, а само 3% укупне трговине било је са суседним СССР-ом. Естонија и Финска су имале релативно сличан животни стандард.
Окупација и анексија Естоније од стране СССР-а 1940. године и нацистичко-немачко и стаљинистичко совјетско уништење током Другог светског рата негативно су утицали на естонску економију. Каснија совјетска окупација и послератна совјетизација живота настављена је интеграцијом привреде и индустрије Естоније у централно планирану структуру СССР-а.
Након што се Естонија удаљила од комунизма касних 1980-их, обновила је своју независност 1991. и успоставила тржишну економију. Године 1992. земља је усвојила естонску круну као сопствену валуту, што је у великој мери стабилизовало економију. Године 1994. постала је једна од првих земаља у свету која је усвојила паушални порез, са јединственом стопом од 26% без обзира на лична примања. Естонија је имала више страних инвестиција по глави становника у другој половини 1990-их него било која друга земља у централној и источној Европи. Између 2005. и 2008. године стопа пореза на доходак физичких лица је смањена са 26% на 21% у неколико корака.
Земља брзо сустиже ЕУ-15; њен БДП по глави становника порастао је са 34,8% просека ЕУ-15 у 1996. на 65% у 2007. години, слично оном у земљама Централне Европе. Светска банка је већ оценила земљу са високим дохотком. Паритет куповне моћи по глави становника земље, добар показатељ богатства, био је 35.974 долара у 2018. према подацима Светске банке, између Литваније и Кипра, али испод оног у већини дугогодишњих чланица ЕУ као што су Шпанија или Италија. Због свог економског учинка након поновног стицања независности 1991. године, Естонија је названа једним од Балтичких тигрова.
У 2008. години, Естонија је била рангирана на 12. месту од 162 земље у Индексу економске слободе 2008, најбоље од свих постсовјетских држава. Исте године, земља је била на дну листе европских држава по слободи тржишта рада, али влада припрема нацрте побољшања.
За Естонију је финансијску кризу 2007–2008 било релативно лакше пребродити, јер је буџет Естоније константно одржаван уравнотеженим, а то је значило да је јавни дуг Естоније у односу на БДП земље остао најнижи у Европи. Економија се опоравила 2010.
Естонија је 1. јануара 2011. усвојила евро, и постала прва бивша совјетска република која се придружила еврозони.
Група Светске банке је 2013. године оценила Естонију на 21. месту по индексу лакоће пословања.

## Историја

### Рана историја
До раног 13. века територија која је данас позната као Естонија била је независна. Привреду је углавном чинила пољопривреда, али у Естонији, земљи са дугом обалом, било је и много поморских активности. Аутономни развој доведен је до краја северним крсташким ратовима које су предузели дански краљ, немачки ливонски и тевтонски војни поредак. Естонски свет је трансформисан војним освајањем. Рат против освајача трајао је од 1208. до 1227. године. Последњи естонски округ који је пао било је острво Сарема 1261.
Након тога, током много векова до Првог светског рата, естонску пољопривреду су чинили домаћи сељаци који су радили на великим имањима феудалног типа, која су држали етнички немачки земљопоседници. У деценијама пре независности, централизована владавина цара створила је прилично велики индустријски сектор којим је доминирала Кренхолмска мануфактура, тада највећа фабрика памука на свету.

### Независност
Након проглашења независности 1918. године,  Естонског рата за независност и каснијег потписивања Тартуског споразума 1920. године, нова естонска држава је наследила уништену послератну економију и надувану валуту рубље. Упркос значајним потешкоћама, дислокацији и незапослености, Естонија је прву деценију независности провела у потпуности трансформишући своју економију. Године 1918. царска рубља је замењена естонском марком, која је била у оптицају до 1927. године. До 1929. успостављена је стабилна валута, круна. Издала га је Банка Естоније, централна банка земље. Надокнађујући немачким земљопоседницима њихове поседе, влада је конфисковала имања и поделила их на мале фарме, које су касније чиниле основу естонског просперитета. Трговина се фокусирала на локално тржиште и Запад, посебно Немачку и Уједињено Краљевство. Само 3% укупне трговине било је са СССР-ом.

### Совјетска окупација
Насилна анексија Естоније од стране Совјетског Савеза 1940. и нацистичко и совјетско уништење које је уследило током Другог светског рата осакатило је естонску економију. Послератна совјетска окупација и совјетизација живота настављени су интеграцијом привреде и индустрије Естоније у централно планирану структуру СССР-а. Више од 56% естонских фарми је колективизовано само у априлу 1949. након масовних депортација у Сибир претходног месеца. Проширене су оне естонске индустрије које су имале локално доступне сировине, као што су експлоатација уљних шкриљаца и фосфорита.

### Обнова независности, модернизација и либерализација
Од поновног успостављања независности, Естонија је себе описала као капију између Истока и Запада и наставила са економским реформама и интеграцијом са Западом. Тржишне реформе Естоније су је ставиле међу економске лидере у бившој области Савета за узајамну економску помоћ (СЕВ). Уравнотежен буџет, готово непостојећи јавни дуг, паушални порез на доходак, режим слободне трговине, потпуно конвертибилна валута подржана валутним одбором и снажна веза за евро, конкурентан сектор комерцијалног банкарства, гостољубиво окружење за стране инвестиције, иновативне е-услуге и услуге засноване на мобилним уређајима су све обележја естонске економије засноване на слободном тржишту.
У јуну 1992. Естонија је заменила рубљу сопственом слободно конвертибилном валутом, естонском круном. Створен је валутни одбор и нова валута је везана за немачку марку по курсу од 8 естонских круна за 1 немачку марку. Када је Немачка увела евро, веза је промењена на 15,6466 круна за 1 евро.
Естонија је требало да усвоји евро 2008. године, али због стопе инфлације изнад потребних 3%, датум усвајања је одложен за 2011. Естонија је 1. јануара 2011. усвојила евро и постала 17. држава чланица еврозоне.
Приватизација државних фирми је практично завршена, а само су лука и главне електране остале у рукама владе.
Устав захтева избалансиран буџет, а заштита коју пружају естонски закони о интелектуалној својини једнака је оној у Европи.
Почетком 1992. и проблеми са ликвидношћу и структурна слабост проистекла из комунистичке ере убрзали су банкарску кризу. Као резултат тога, усвојено је делотворно законодавство о стечају у приватном власништву; банке са добрим управљањем појавиле су се као лидери на тржишту. Данас постоје скоро идеални услови за банкарски сектор. Странцима није забрањено да купују банкарске акције или стицање већинског удела.
Потпуно електронска Талинска берза отворена је почетком 1996. године, а купила ју је Финска Хелсиншка берза 2001. године.
Естонија је приступила Светској трговинској организацији 1999. године.
Од раних 2000-их до другог дела те деценије, естонска економија је доживела значајан раст. У 2000. години, естонски БДП је порастао за 6,4%.
Након приступања Европској унији 2004. године, убрзо је уочен двоцифрени раст.
Само у 2007. БДП је порастао за 7,9%. Очекује се да ће повећање трошкова рада, наметање пореза на дуван, алкохол, струју, гориво, гас и други спољни притисци (раст цена нафте и хране на светском тржишту) повећати нивое цена за 10% у првим месецима 2009.

### Финансијска криза 2008, одговор и опоравак
Финансијска криза 2007–2008 имала је утицај на естонску економију, првенствено као резултат пада инвестиција и потрошње, који је уследио након пуцања балона на тржишту некретнина који се стварао током претходних година.
После дугог периода веома високог раста БДП-а, БДП Естоније се смањио. У првом кварталу 2008, БДП је порастао само 0,1%, а затим се смањио: негативан раст је био −1,4% у 2. кварталу, нешто више од −3% (на међугодишњој основи) у 3. кварталу и − 9,4% у 4. кварталу те године.
Влада је направила додатни негативни буџет, који је усвојио парламент, Ригикогу. Приходи буџета су за 2008. смањени за 6,1 милијарду ЕК, а расходи за 3,2 милијарде ЕК. Дефицит текућег рачуна је постојао, али је почео да се смањује у последњим месецима 2008. године, и очекивало се да ће наставити да се смањује у блиској будућности.
У 2009. години, економија Естоније се додатно смањила за 15,1% у првом кварталу. Ниска домаћа и страна тражња умањила је укупну производњу привреде. Пад индустријске производње естонске привреде од 33,7% био је најоштрији пад индустријске производње у целој Европској унији. Те године, Естонија је била једна од пет најлошијих привреда на свету по годишњој стопи раста БДП-а и имала је једну од највећих стопа незапослености у ЕУ, која је порасла са 3,9% у мају 2008. на 15,6 % у мају 2009.
У децембру 2008. године, Естонија је постала једна од земаља донатора главног пакета спасавања ММФ-а за Летонију. Као одговор на кризу, влада Андруса Ансипа се одлучила за фискалну консолидацију и смањење задржавањем фискалне дисциплине и уравнотеженог буџета у комбинацији са пакетима штедње: влада је повећала порезе и смањила јавну потрошњу тако што је свеобухватно смањила расходе и јавне плате.
У јулу 2009. године порез на додату вредност је повећан са 18% на 20%. Забележени буџетски дефицит за 2009. годину износио је само 1,7% БДП-а.
Резултат је био да је Естонија била једна од само пет земаља ЕУ у 2009. које су испуниле критеријуме из Мастрихта за дуг и дефицит, и имала је трећи најмањи дефицит после Луксембурга и Шведске. Ни Естонија није морала да тражи помоћ од ММФ-а. Упркос трећем највећем паду БДП-а, земља је имала најнижи буџетски дефицит и најнижи јавни дуг међу земљама Централне и Источне Европе.
Естонска економија је 2009. почела да се опоравља, а привредни раст је настављен у другој половини 2010. године. Стопа незапослености у земљи је од тада значајно пала на нивое пре рецесије. Поврх свега, Естонија је 2010. добила дозволу да се придружи еврозони 2011.

### Улазак у еврозону
Пре приступања еврозони, естонска круна је била везана за евро по курсу од 15,64664 ЕК за један евро; пре тога, круна је била везана за немачку марку.
Планови за придруживање евру постојали су много пре 2011. Дизајн естонских кованица евра завршен је крајем 2004.
Путовање Естоније ка евру трајало је дуже него што је првобитно било пројектовано, због тога што је стопа инфлације стално била изнад потребних 3% пре 2010. године, што је спречило земљу да испуни критеријуме за улазак. Земља је првобитно планирала да уведе евро 1. јануара 2007. године; међутим, то није формално примењено те године, већ је два пута званично мењан циљни датум: прво на 1. јануар 2008, а касније на 1. јануар 2011.
Европска комисија је 12. маја 2010. објавила да је Естонија испунила све критеријуме за придруживање еврозони. Министри финансија ЕУ су се 8. јуна 2010. сложили да ће Естонија моћи да приступи евру 1. јануара 2011. Естонија је 13. јула 2010. добила коначно одобрење од ЕКОФИН-а (Савет за економска и финансијска питања) да уведе евро од 1. јануара 2011. године.
Прелазак на евро је извршен 1. јануара 2011.
Тиме је Естонија постала једна од првих постсовјетских држава која је приступила еврозони.
Дана 9. августа 2011, S&amp;P Global Ratings је подигао кредитни рејтинг Естоније са А на AA-. Међу факторима које је навео као допринос својој одлуци било је поверење у способност Естоније да „одржи снажан економски раст“. Стопа раста БДП-а Естоније у 2011. била је изнад 8%, упркос негативном расту становништва.

## Економија данас
У другом тромесечју 2013. просечна месечна бруто плата у Естонији износила је 976 евра (15.271 круна, 1.328 долара). Ова цифра је константно расла на 1.310 евра (20.497 круна, 1.473 долара) од 2018. и на 1.586 евра (20.816 круна, 1.876 долара) од јуна 2021.
Естонија је скоро енергетски независна, снабдевајући преко 90% својих потреба за електричном енергијом локално ископаним уљним шкриљцем. Алтернативни извори енергије као што су дрво, тресет и биомаса чине приближно 9% производње примарне енергије. Естонија увози потребне нафтне деривате из западне Европе и Русије. Енергија из уљних шкриљаца, телекомуникације, текстил, хемијски производи, банкарство, услуге, храна и рибарство, дрво, бродоградња, електроника и транспорт су кључни сектори привреде. Лука Муга, у близини Талина, је модеран објекат са добрим могућностима претовара, елеватором за жито великог капацитета, складиштењем са фрижидерима и замрзивачима и потпуно новим могућностима истовара танкера за нафту. Пруга служи као канал између Запада, Русије и других тачака ка Истоку.
Данас је Естонија углавном под утицајем развоја у Финској, Русији, Шведској и Немачкој – четири главна трговинска партнера. Влада је значајно повећала своју потрошњу на иновације од 2016. године, са 304 милиона евра намењених подстицању истраживања и развоја у 2017.

### Будуће пројекције
Дугорочни изгледи за естонску економију су међу најперспективнијим у Европи. У 2011. години реални раст БДП-а у Естонији износио је 8,0%, а према пројекцијама Центра за међународна проспективна истраживања и податке (CEPII), БДП по глави становника би могао порасти на ниво нордијских економија Шведске, Финске, Данске и Норвешке до 2025. године. Према истим пројекцијама, Естонија би до 2050. године могла да постане најпродуктивнија земља у ЕУ, после Луксембурга, и тако се придружи групи од првих пет најпродуктивнијих нација света. Министарство животне средине Естоније се обавезало да ће развити стратешки документ и акциони план обновљиве привреде до краја 2021. који се фокусира на развој индикатора ове економије до 2019. године и мапирање тренутне ситуације естонске обновљиве привреде, састављање стратешког документа и акционог плана за обновљиву привреду у Естонији и учешће заинтересованих страна током процеса од 2020. до 2021. године.

## Учешће при запошљавању
Естонија има око 600.000 запослених, али земља има недостатак квалификоване радне снаге, а пошто је овај недостатак присутан свуда у Европи, влада је повећала квоту радних виза за недржављане ЕЕП, иако је ипак критикована да није адекватна за решавање несташице.
Светска криза крајем 2000-их у свету довела је до пада стопе незапослености у Естонији на 18,8% током целог периода кризе, а затим се стабилизовала на 13,8% до лета 2011, пошто се привреда опоравила на основу снажног извоза. Унутрашња потрошња, а самим тим и увоз, је опао; а направљени су резови у јавним финансијама. Део смањења незапослености приписује се емигрирању неких Естонаца ради запослења у Финску, Велику Британију, Аустралију и другде.
Након рецесије, стопа незапослености је опала, а током 2015. и 2016. године стопа је остала близу нивоа који су претходили економском паду, задржавајући се на нешто изнад 6%.

## Сектори
Талин је постао финансијски центар земље. Према агенцији Invest in Estonia, предности естонског финансијског сектора су небирократска сарадња између компанија и власти и релативно обиље образованих људи, иако млади образовани Естонци теже да емигрирају у западну Европу ради веће зараде. Највеће банке су Сведбанк, СЕБ Панк и Нордеа.
Естонски услужни сектор запошљава преко 60% радне снаге. Естонија има снажан сектор информационих технологија (ИТ), делом због пројекта Tiigrihüpe који је покренут средином 1990-их, где се помиње као најнапреднија земља у Европи у смислу е-Владе.
Пољопривреда, која је деценијама била насилно колективизована до прелазне ере 1990–1992, постала је приватизована и ефикаснија, а укупна пољопривредна површина се повећала у периоду након обнове независности Естоније. Учешће пољопривреде у бруто домаћем производу смањено је са 15% на 3,3% током 1991–2000, док је запосленост у пољопривреди смањена са 15% на 5,2%.
Рударска индустрија чини 1% БДП-а. Ископани производи укључују уљни шкриљац, тресет и индустријске минерале, као што су глина, кречњак, песак и шљунак. Совјети су раних 1950-их створили индустрију која је веома загађивала животну средину, концентрисану на североистоку земље. Социјалистичка економија и војна подручја оставили су земљу веома загађеном, а углавном због индустрије уљних шкриљаца у Ида-Вирумау, емисија сумпор-диоксида по особи је скоро иста као у Чешкој. Приобална морска вода је загађена на одређеним локацијама, углавном на истоку. Влада тражи начине да даље смањи загађење. У 2000. години емисије су биле 80% мање него 1980. године, а количина непречишћене отпадне воде испуштене у водна тела била је 95% мања него 1980. године.
Естонска продуктивност доживљава брзи раст, а самим тим и плате брзо расту, са порастом приватне потрошње од око 8% у 2005. години. Према Естонском институту за економска истраживања, највећи допринос расту БДП-а у 2005. години имали су прерађивачка индустрија, финансијско посредовање, трговина на мало и велико, транспорт и комуникације.

### Пољопривреда
Естонија је произвела 2018:
- 450 хиљада тона пшенице;
- 347 хиљада тона јечма;
- 113 хиљада тона уљане репице;
- 88 хиљада тона кромпира;
- 78 хиљада тона овса;
- 53 хиљаде тона грашка;
- 29 хиљада тона ражи;

поред мањих производњи других пољопривредних производа.

## Инфраструктура
Железнички транспорт доминира у карго сектору, који чини 70% све превезене робе, домаће и међународне. У путничком сектору преовлађује друмски саобраћај, који чини преко 90% свих превезених путника. 5 главних теретних лука нуде лак приступ за пловидбу. У Естонији постоји 12 аеродрома и 1 хелидром. Аеродром Ленарт Мери у Талину је највећи аеродром у Естонији, са 1,73 милиона путника и 22,764 тоне терета (годишњи раст терета 119,7%) у 2007. Међународне авио компаније као што су САС, Финер, Луфтханза, Изиџет и Нордијски превозник Nordica пружају директне летове до 27 дестинација.
Око 7,5% радне снаге у земљи је запослено у транспорту и овај сектор доприноси преко 10% БДП-а. Естонија има много посла у саобраћају између Европске уније и Русије, посебно транспорт нафте кроз естонске луке. Удео транзитне трговине у БДП-у је споран, али се многи слажу да повећано непријатељство Русије смањује удео.
Уместо угља, електрична енергија се производи сагоревањем уљних шкриљаца, са највећим погонима у Нарви. Уљни шкриљци снабдевају око 70% примарне енергије у земљи. Остали енергенти су природни гас увезен из Русије, дрво, моторна горива и лож уље.
Енергија ветра у Естонији износи 58,1 мегавата, док се тренутно развијају пројекти од око 399 мегавата. Естонска енергетска либерализација далеко заостаје за нордијским енергетским тржиштем. Током приступних преговора са ЕУ, Естонија се сложила да најмање 35% тржишта буде отворено пре 2009. године, а све тржиште које није за домаћинство, што укупно чини око 77% потрошње, пре 2013. године. Естонија је забринута да би Русија могла да искористи енергетска тржишта да је омета. Влада је 2009. разматрала давање дозвола нуклеарним компанијама, а постојали су и планови за заједничко нуклеарно постројење са Летонијом и Литванијом. Ти планови су одложени након Фукушимске нуклеарне катастрофе у марту 2011.
Естонија има високу доступност Интернету, а везе су доступне у већем делу земље.

## Трговина
| Држава      | Извоз | Увоз |
| ----------- | ----- | ---- |
| Finland     | 16%   | 14%  |
| Sweden      | 19%   | 8%   |
| Latvia      | 10%   | 9%   |
| Russia      | 8%    | 8%   |
| Lithuania   | 6%    | 9%   |
| Germany     | 5%    | 11%  |
| Netherlands | 4%    | 8%   |

Естонија извози машине и опрему (33% укупног извоза годишње), дрво и папир (15% укупног извоза годишње), текстил (14% укупног извоза годишње), прехрамбене производе (8% укупног извоза годишње), намештај (7 % укупног извоза на годишњем нивоу) и метале и хемијске производе. Естонија такође извози 1,562 милиона мегават сати електричне енергије годишње. Естонија увози машине и опрему (33,5% укупног увоза годишње), хемијске производе (11,6% укупног увоза годишње), текстил (10,3% укупног увоза годишње), прехрамбене производе (9,4% укупног увоза годишње) и транспортну опрему (8,9% укупног увоза годишње). Естонија годишње увози 200 хиљада мегават сати електричне енергије.